# Cortês
Cortês é um município brasileiro do estado de Pernambuco. Distante a 86 km da capital pernambucana, Recife. O município é formado pelo distrito sede e pelos povoados Agrovila, Barra de Jangada e Usina Pedrosa.

## História
O povoado surgiu a partir do sítio do Capitão Francisco Velozo da Silveira, denominado Cortês, adquirido em 1872. O sítio localizava-se às margens do Rio Sirinhaém, no então distrito de Ilha de Flores, comarca de Bonito. Em 17 de abril de 1875, o capitão doou uma propriedade a Francisco das Chagas, autorizando a construção mediante pagamento de foro. Pela localidade passaria a estrada de ferro de Ribeirão a Bonito, mas a construção foi interrompida, sendo em Cortês a estação terminal. Em 1892 instalou-se na região a Usina Pedrosa, a 7 km do povoado. Estes dois fatores impulsionaram o desenvolvimento local. Em 5 de janeiro de 1911 foi criado o distrito, pertencente ao distrito de Amaraji e o povoado tornava-se vila. O município foi criado em 29 de dezembro de 1953.

## Geografia
Localiza-se a uma latitude 08º28'13" sul e a uma longitude 35º32'28" oeste, estando a uma altitude de 302 metros.
O município de Cortês está inserido na unidade das Superfícies Retrabalhadas, com relevo muito dissecado e vales profundos. Os solos são do tipo Latossolos profundos e bem drenados nos topos planos. Nas vertentes, predominam os solos Podzólicos, rasos ou medianamente profundos e bem drenados. Nos vales, observa-se a ocorrência de Gleissolos de Várzea, com solos orgânicos e encharcados.
A vegetação predominante é a Floresta Subperenifólia, com partes de Floresta Hipoxerófila.
A precipitação média anual é de 1309,9 mm.
Possui, em 2010, população estimada em  12.458 habitantes. O acesso cujo acesso pelas rodovias pavimentadas BR101 e PE085.
A economia do município é baseada na agroindústria açucareira. Além da cana-de-açúcar, destacam-se como produtos agrícolas o abacaxi, a mandioca, a banana e a batata-doce.
O Índice de Desenvolvimento Humano Municipal (IDHM) é de 0,582, o que situa o município em 145.º no ranking estadual e em 4945.º no nacional.